# Komana (Botswana)
Komana – wieś w Botswanie w dystrykcie Północno-Zachodnim. Osada znajduje się w pobliżu delty Okawango i jeziora Ngami. Według spisu ludności z 2001 roku wieś liczyła 186 mieszkańców.